# Ново-Савиновский район

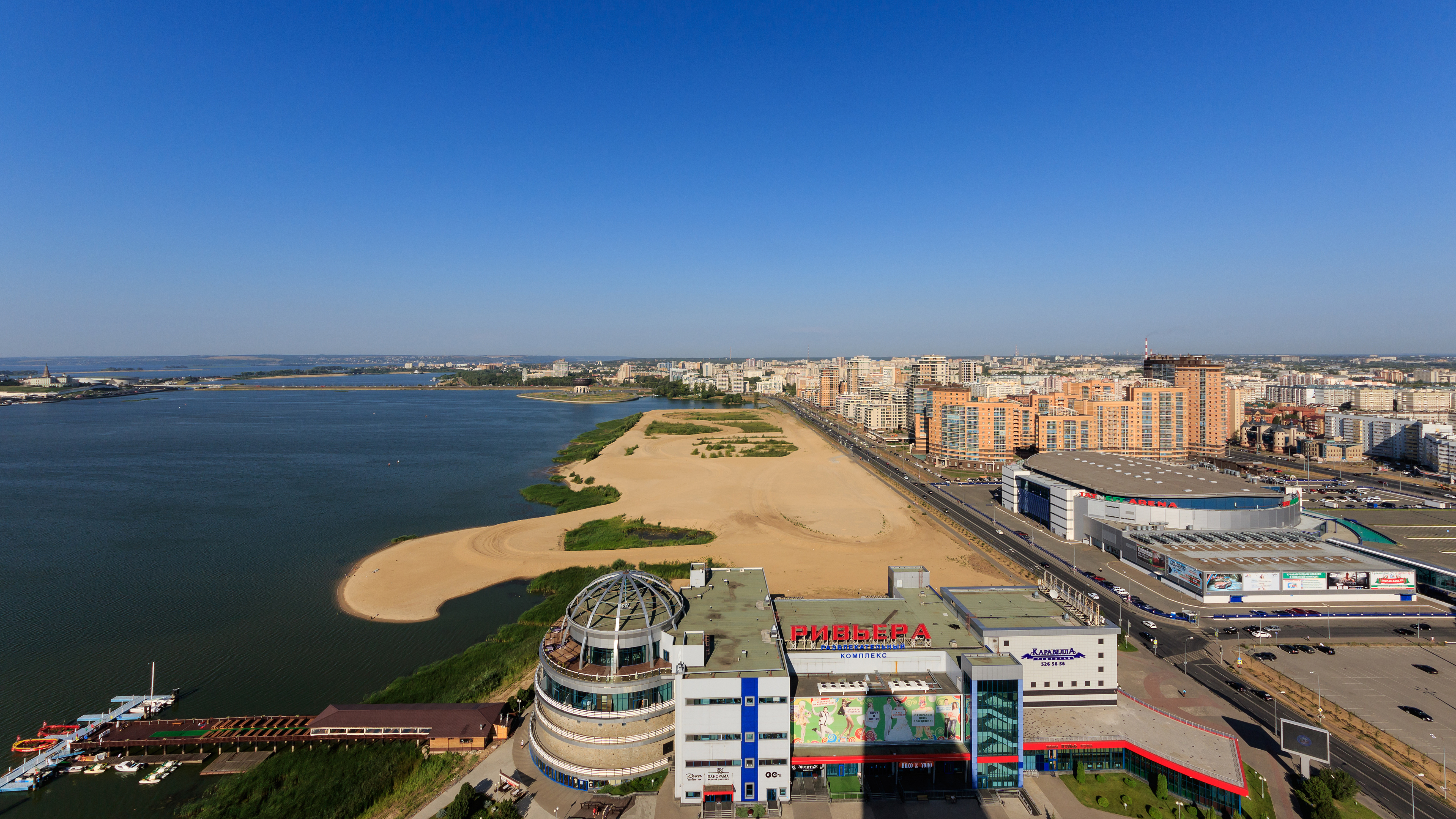
Вид с гостиницы «Ривьера»

Ново-Сави́новский район (тат. Яңа Савин районы)  — один из семи районов в городе Казань.

## География
Расположен на севере Казани и образует планировочный район Восточное Заречье. Это один из самых больших по численности населения, самый малый по территории и, таким образом, самый плотнозаселённый район города. Бо́льшая часть района является самым крупным в городе «спальным» районом Новое Савиново (в обиходе — Ква́ртал). В состав района также входят несколько городских посёлков-микрорайонов — Савиново, Дружба, Брикетный.
Граница Ново-Савиновского района проходит на севере от восточной опоры железнодорожного моста основного хода железной дороги на пр. Ибрагимова в восточном направлении вдоль железной дороги по северным опорам контактной сети до 794,4 км. Далее граница проходит по городской черте: по северной границе полосы отвода железной дороги до середины железнодорожного моста через реку Казанка. Далее граница проходит по фарватеру реки Казанка до средней опоры моста 3 транспортной дамбы. От моста идет по створу в направлении мыса на ул. Подлужная до пересечения со створом от анкерной опоры ЛЭП 35 кВ до точки пересечения оси ул. Зои Космодемьянской. От мыса в направлении правобережной опоры моста 2 транспортной дамбы до пересечения со створом от Тайницкой башни Кремля до оси ул. Бондаренко. По этому створу вдоль Кремлёвской дамбы идет по ул. Степная, ул. Лермонтовская, пересекает ул. Чистопольская. Далее идет по оси ул. Бондаренко до пр. Ямашева, по оси пр. Ямашева до пр. Ибрагимова, далее по оси пр. Ибрагимова до железной дороги.
На имеющий современный вид Ново-Савиновский район открывается масштабная панорама (скайлайн) из центра города от Кремля и вдоль левого берега Казанки.

## История
Район получил своё название по посёлку Ново-Савиново (бывшая Ново-Савиновская стройка), основанному не позднее 1909 года, а он, в свою очередь, был назван по селу Савиново.
Ново-Савиновский район был образован в 1994 г. разделением бывшего Ленинского района из его южной части. Ленинский район был создан в 1934 г. выделением из Пролетарского (ныне Кировского) района его восточной части.
С конца 2010 г. администрации Ново-Савиновского и Авиастроительного районов объединены (на базе администрации Ново-Савиновского района).

## Кварталы

### 4-й квартал
Расположен между улицами Воровского (№№ 9–15а) с севера, Ибрагимова (№№ 1–19) с запада, Гагарина (№№ 14–22) с юга и Октябрьской (№№ 15–27а) с востока. Земли, на которых расположен квартал, вошли в состав города не позднее конца 1930-х – начала 1940-х годов, крайняя юго-восточная часть квартала была застроена бараками посёлка Воровского.
Почти все многоквартирные дома квартала были построены в период между 1959 и 1962 годами; все дома — пятиэтажные (хрущёвки). Часть жилого фонда в советское время имела ведомственную принадлежность (вертолётный, моторостроительный заводы, завод радиокомпонентов, министерство бытового обслуживания ТАССР (2 общежития), и.т.д.)
По состоянию на вторую половину 1980-х гг. в квартале имелись: школа № 31, 4 детских сада (№ 18, № 208 завода радиокомпонентов, № 250 моторостроительного завода, № 275 завода оргсинтеза), межшкольный учебно-производственный комбинат, художественная школа № 2, отделение милиции, отделение связи № 57, 3 магазина Ленинского РПТ,  магазин ГПОТ, магазин Казанского ГПТ, домовая кухня, кафе, химчистка, 2 швейные мастерские, мастерская по ремонту обуви, ателье, стоматологическая поликлиника № 2, филиал поликлиники № 3, аптека, ЖЭУ-13; кроме того, в квартале находились контора треста «Татремстрой» и лаборатория спецкомбината «Радон».
По состоянию на середину 2020-х годов, в квартале находится 32 многоквартирных дома (в них — 2258 квартир), 3 школы (№№ 30, 31, филиал школы № 91 – в здании бывшего УПК), 2 детских сада (№ 250 – 2 здания и № 275).

### 5-й квартал
Расположен между улицами Воровского (№№ 1–7) с севера, Октябрьская (№№ 16–50) с запада, Гагарина (№№ 2/91–12б) с юга и Короленко (№№ 91/2–113) с востока. Земли, на которых расположен квартал, вошли в состав города не позднее конца 1930-х – начала 1940-х годов; на территории современного квартала находилась молочная ферма.
Свыше 90% многоквартирных домов квартала были построены в период между 1957 и 1959 годами; среди домов, стоящих вдоль улиц преобладают пятиэтажные дома, среди находящихся внутри квартала – двухэтажные. Часть жилого фонда в советское время имела ведомственную принадлежность (стройтрест № 1, заводы радиокомпонентов, авиационный, моторостроительный, стройдеталей, «Радиоприбор», вертолётный, и.т.д.).
По состоянию на вторую половину 1980-х гг. в квартале имелись: школа № 46, 3 детских сада (№ 9, № 154, № 173 моторостроительного завода, № 193 моторопроектного бюро), 2 магазина Ленинского РПТ (из них 1 филиал), 2 хлебных магазина, магазин ГКТ, магазин Казанского ГПТ, столовая комбината общественного питания, парикмахерская, швейная мастерская, ЖЭУ-14 и ЖЭУ-16.
По состоянию на середину 2020-х годов, в квартале находится 46 многоквартирных домов (в них — 2312 квартир), инженерный лицей-интернат при КНИТУ (в здании бывшей школы № 46); в зданиях, принадлежавших детским садам, находятся прочие образовательные организации (бывшие детские сады №№ 173, 193), правоохранительными службами (№ 9), здание детского сада № 154 снесено, на его месте построен единственный в квартале 9-этажный дом.

### 19-й квартал
Расположен между улицами Апастовская (№№ 3–13/6) с севера, Ярослава Гашека (№№ 2/25–6/13) с запада, Голубятникова (№№ 25/2–35) с юга и Монтажная (№№ 3–5) с востока. Земли, на которых расположен квартал, вошли в состав города не позднее начала 1940-х годов.
Все многоквартирные дома квартала были построены в период между 1958 и 1964 годами; все дома – двухэтажные (16- или 20-квартирные). Почти весь жилой фонд квартала в советское время принадлежал вертолётному заводу.
По состоянию на вторую половину 1980-х гг. в квартале имелись: школа № 25, детский сад № 238 вертолётного завода и 1 плодоовощной магазин (филиал).
По состоянию на середину 2020-х годов, в квартале находится 15 многоквартирных домов (в них — 280 квартир), школа № 25 (в двух зданиях, в том числе бывшее здание детского сада № 238).

### 39-й квартал
Является самым старым из кварталов жилого массива Новое Савиново. Расположен между улицами Чуйкова (№№ 12–52) на севере, Амирхана (№№ 49–71) на востоке, Лаврентьева (нет домов с нумерацией по улице) на юге, Мусина (№№ 47–63) на западе. Земли, на которых расположен квартал, вошли в состав города не позднее начала 1940-х годов. После вхождения этих земель в состав города юго-западная часть нынешнего квартала была застроена домами, относившимися к Ново-Савиновской стройке; северная часть была занята торфоразработками Кизического торфопредприятия треста «Казгортоп», восточная часть к концу 1960-х годов была занята совхозом «Казанский тепличный» (бывший совхоз № 5).
Основная часть жилых домов была построена между 1970 и 1985 годами; первоначально почти все дома квартала имели нумерацию по улицам Восстания и Мирная (с 1983 года Мусина): в 1980 и 1984 годах большая часть домов квартала была перенумерована:
- в 1980 году: Амирханова 11 → Амирханова 49, Мирная 35а → Амирханова 51, Мирная 35 → Амирханова 57, Мирная 33а → Амирханова 61, Восстания 3а → Амирханова 67, Восстания 3б → Амирханова 69.[13]
- в 1984 году: Восстания 49а → Чуйкова 12, Восстания 47а → Чуйкова 14, Восстания 45а → Чуйкова 16, Восстания 43а → Чуйкова 18, Восстания 41а → Чуйкова 20, Восстания 35а → Чуйкова 22, Восстания 33а → Чуйкова 24, Восстания 27а → Чуйкова 26, Восстания 37а → Чуйкова 28, Восстания 39а → Чуйкова 30, Восстания 25а → Чуйкова 32, Восстания 17а → Чуйкова 34, Восстания 15а → Чуйкова 36, Восстания 13а → Чуйкова 38, Восстания 11а → Чуйкова 40, Восстания 19а → Чуйкова 42, Восстания 21а → Чуйкова 44, Восстания 23а → Чуйкова 46, Восстания 9а → Чуйкова 48, Восстания 7а → Чуйкова 50, Восстания 5а → Чуйкова 52.[14]

В 1982 году улица Амирханова была переименована в улицу Амирхана.
Большая часть жилых домов в советское время принадлежали местным Советам и обслуживались ЖЭУ-15 и ЖЭУ-33 Ленинского района, часть домов была кооперативными (Амирахана, 51, Амирхана, 57, Чуйкова, 16) или ведомственными: авиационный завод (Чуйкова, 18), ПТЖХ Ленинского района (Амирхана, 53а), моторостроительный завод (Амирхана, 53б), трест «Монтажтермоизделия» (Амирхана, 49), завод ЭВМ (Амирхана, 71).
По состоянию на конец 1980-х гг. в квартале имелись 3 школы (№№ 9, 38 и 49), детские сады № 86 и № 145 Ленинского РОНО, № 338 вертолётного завода, почтовое отделение № 103, сберкасса, ЖЭУ-15, ЖЭУ-33, отделение милиции, 2 пункта охраны порядка, 1 магазин Ленинского РПТ, 1 овощной магазин и магазин спорткульттоваров.
По состоянию на середину 2020-х годов, в квартале находится 46 многоквартирных домов (в них — 4455 квартир), 3 школы, 2 детских сада (№№ 145 и 338, здание д/сада № 86 заняло отделение полиции).

### 37-й квартал
Расположен между улицами Лаврентьева на севере, Амирхана (№№ 25–47) на востоке, Ямашева (№№ 48–60) на юге, Мусина (№№ 59аб) на западе. Земли, на которых расположен квартал, вошли в состав города не позднее начала 1940-х годов. После вхождения этих земель в состав города большая часть нынешнего квартала была застроена домами, относившимися к Ново-Савиновской стройке (части улиц МОПРа, Северная, Южная, Поперечно-Северная 1-я, Поперечно-Северная 2-я, Ветлужская, Поперечно-Мирная). Во второй половине 1950-х годов на территории квартала была построена школа № 38 (ул. МОПРа, 102).
Основная часть жилых домов была построена между 1970 и 1985 годами; первоначально почти все дома квартала имели нумерацию по улице Мирная (с 1983 года Мусина): в 1980 году большая часть домов квартала была перенумерована:
- Мирная 25 → Ямашева 56, Мирная 23 → Ямашева 58, Мирная 27 → Ямашева 60, Мирная 19 → Амирханова 27, Мирная 21 → Амирханова 29, Амирханова 3 → Амирханова 31, Мирная 17 → Амирханова 33, Мирная 31 → Амирханова 37, Мирная 29 → Амирханова 35, Мирная 27а → Амирханова 43, Мирная 29а → Амирханова 45, Мирная 31а → Амирханова 47.[13]

После застройки квартала многоэтажными домами школа № 38 была перемещена в новое здание в 39-м квартале, а в здании бывшей школы расположился цех по изготовлению ковровых изделий МБОН ТАССР, по которому некоторое время называлась находившаяся неподалёку остановка общественного транспорта (ныне «Мусина»). Здание было снесено в 1990-х годах, на его месте был построен жилой дом (Ямашева, 50).
Большая часть жилых домов в советское время принадлежали местным Советам и обслуживались ЖЭУ-15 и ЖЭУ-33 Ленинского района, часть домов квартала была ведомственными: Мусина 59бк1, Амирхана 31 (оба — ОКБ «Союз»), Мусина 59б к2 (стройтрест № 2), Амирхана, 25 (стройтрест № 1), Амирхана 31а (швейная фабрика № 1), Амирхана 41 (завод ЭВМ), Ямашева 48 (трест «Казаньспецстрой»), Ямашева 52 (ПО «Казаньстройтранс»).
По состоянию на конец 1980-х гг. в квартале имелись детские сады №№ 248, 370 (оба — производственного объединения «Элекон»), 371 (завода ЭВМ), 401 (производственного объединения «Элекон»), взрослая и детская библиотеки, сберкасса, поликлиника № 7, детская стоматологическая поликлиника № 2, аптека, 1 магазин Ленинского РПТ, 1 промтоварный магазин, транспортное агентство Ленинского района, кафе, цех по изготовлению ковровых изделий МБОН ТАССР, приёмный пункт Казгорбыткомбината и ателье.
По состоянию на середину 2020-х годов, в квартале находится 26 многоквартирных домов (в них — 3874 квартир), 4 детских сада, памятник участникам ликвидации аварии на Чернобыльской АЭС.

### Прочие

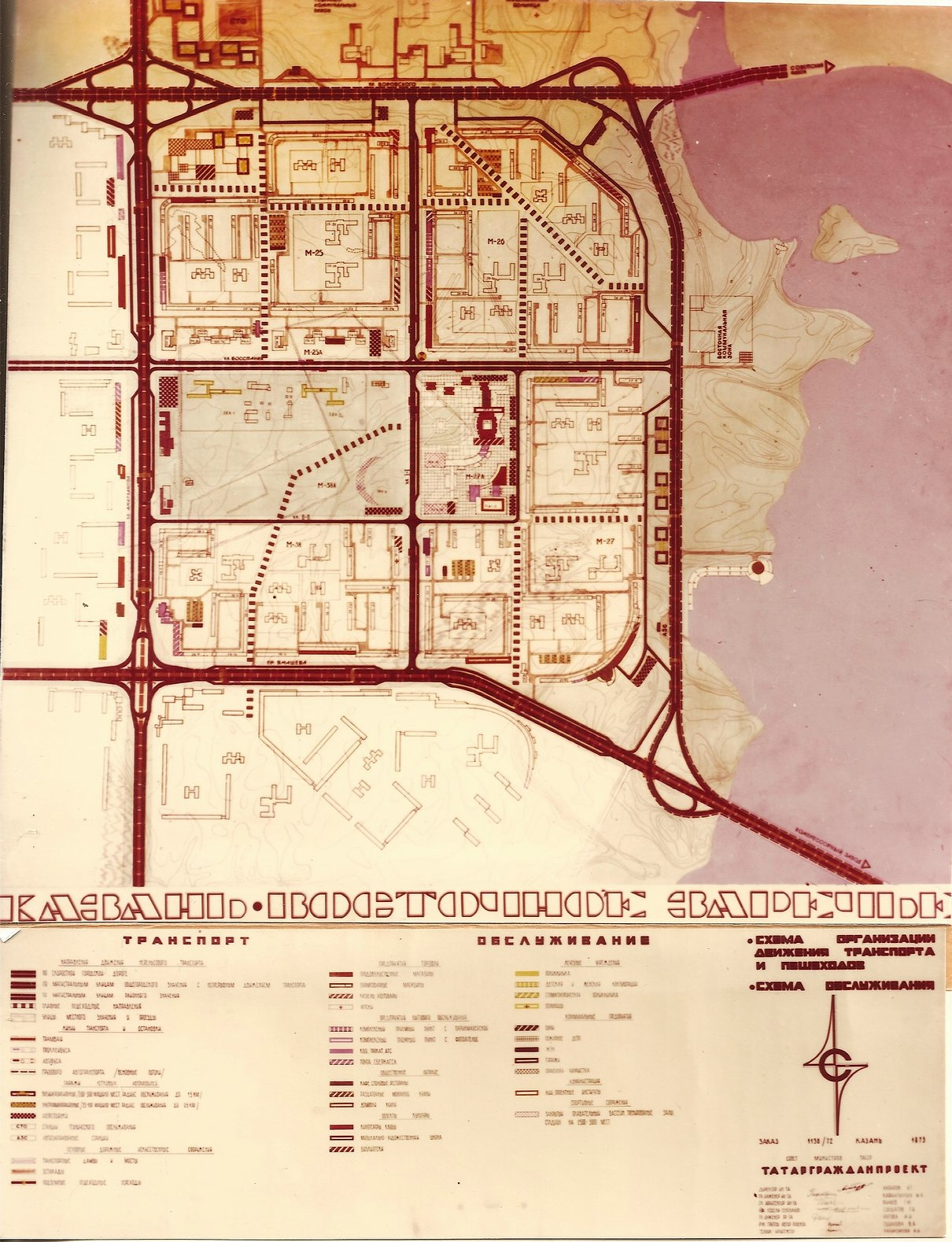
Восточное Заречье: схема организации движения транспорта и пешеходов; схема обслуживания. Проект 1972 года

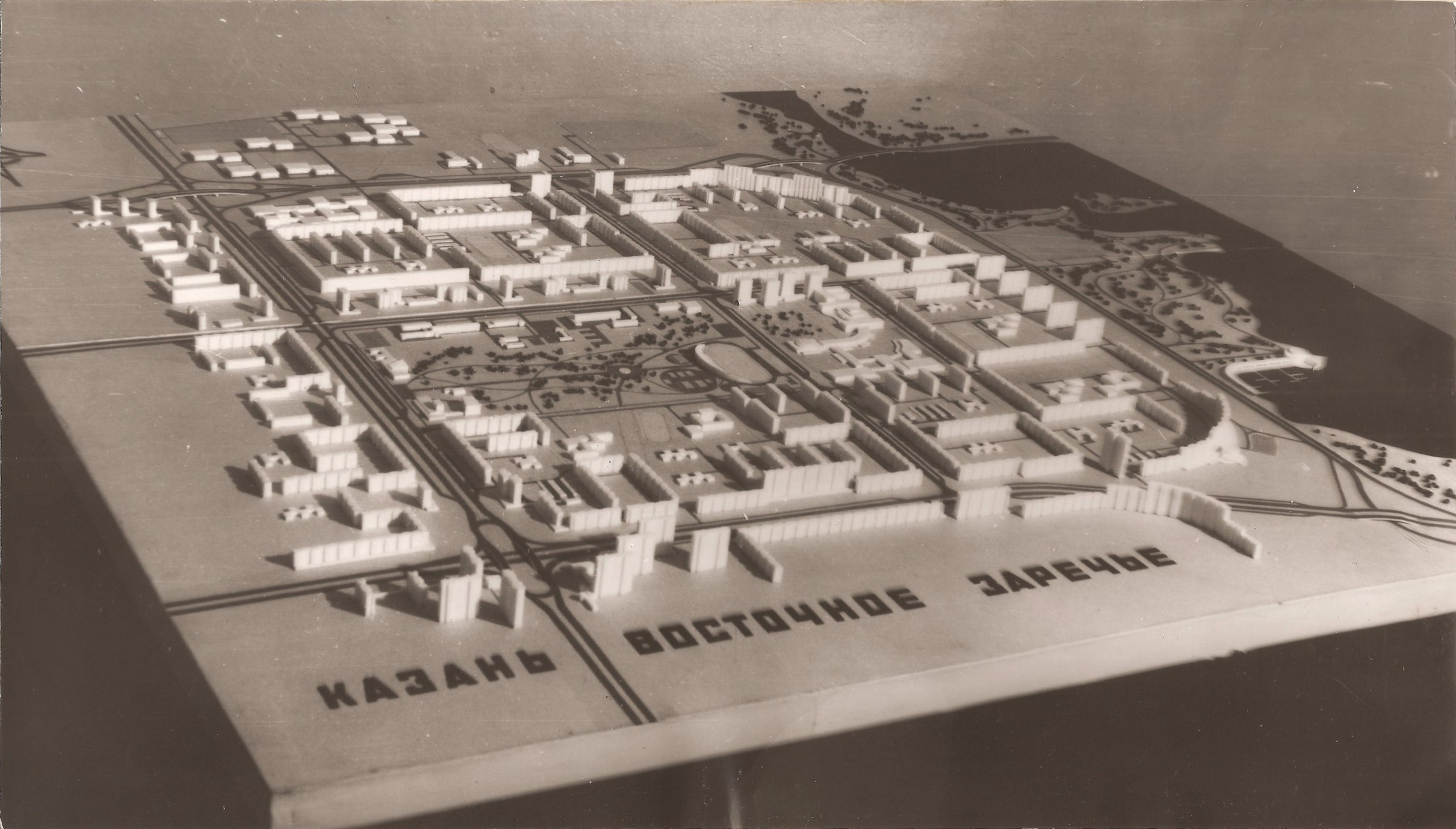
Восточное Заречье: Макет проекта 1972 года

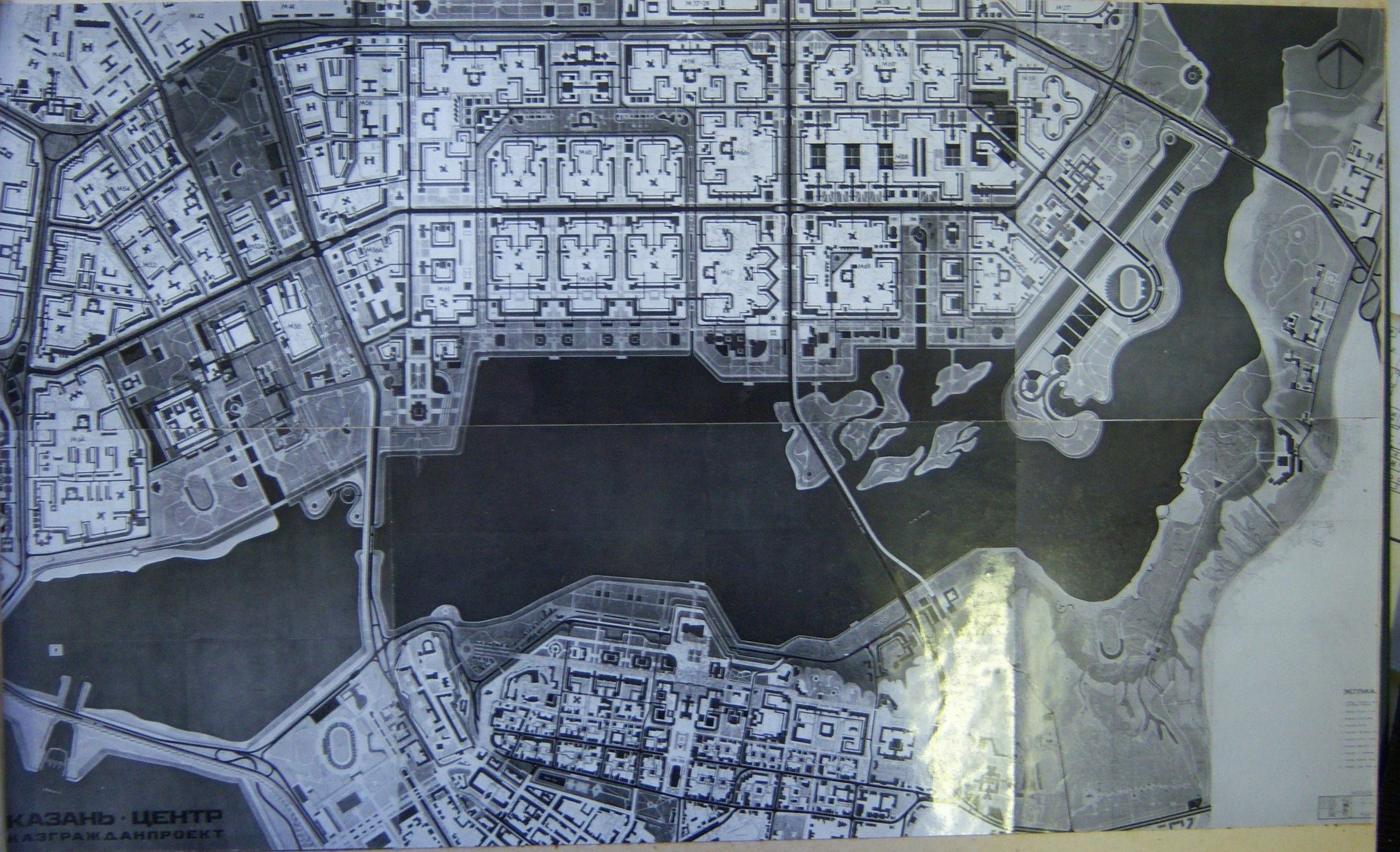
Перспективный план застроек на южном квартале. 1975 год

- 17-й квартал
- 18-й квартал
- 20-й квартал
- 21-й квартал
- 22-й квартал
- 23-й квартал
- 25-й А квартал
- 26-й М квартал
- 27-й А квартал
- 36-й квартал
- 38-й квартал
- 41-й квартал
- 57-й квартал
- 58-й квартал
- 58-й А квартал
- 59-й квартал
- 60-й квартал
- 65-й квартал
- 66-й квартал
- 68-й квартал
- 69-й квартал
- 69-й А квартал
- 71-й квартал
- 71-й А квартал

## Инфраструктура
Район застроен преимущественно более чем 5-этажными жилыми массивами и имеет ряд крупных объектов общегородского значения и некоторое количество небольших промзон — предприятия «Элекон», «Булочно-кондитерский комбинат», «Комбинат программных средств», «Татэлектромонтаж», «Каздорстрой», «Термостепс». Основное предприятие ЖКХ района — УК «Уютный дом». В районе находится Мемориальный Парк Победы с пантеоном героям, памятниками, галерей военной техники, аллеями и прудами. Рядом с новым стадионом предусмотрено создание крупного паркового комплекса «Островки Казанки». Также в районе среди кварталов многоэтажной застройки сохранилось несколько других прудов. На юге района находятся и продолжают застраиваться крупные современные жилые комплексы «Берег», «Магеллан», «Современник», «Серебряный берег». В районе находится самое высокое на конец 2000-х — начало 2010-х гг. в городе здание — гостиница «Ривьера» с расположенным рядом одноимённым аквапарком, одним из крупнейших в России — и предусмотрено сооружение более высотных небоскрёбов.
В южной части района на правом берегу реки Казанка около моста «Миллениум» и восточнее расположены важнейшие объекты летней Универсиады 2013 года, Чемпионата мира по водным видам спорта 2015, Чемпионата мира по футболу 2018 — Kazan-arena, Дворец водных видов спорта, Дворец единоборств «Ак Барс», Татнефть-Арена.
Главным въездом в район из центра города является мост «Миллениум». В район ведут также 3-я транспортная дамба из Советского района и (ненапрямую) Кремлёвская дамба из центра; в 1999-2010 годах также функционировал понтонный мост, соединявший район с Вахитовским районом. Главными осями района являются — проспект Хусаина Ямашева в широтном направлении и проспект Фатиха Амирхана в меридиональном. На этих и других магистралях имеется несколько развязок. Через Ново-Савиновский район действует большое количество маршрутов автобуса, троллейбуса, трамвая, а также предусмотрено прохождение скоростного трамвая и двух пересекающихся линий Казанского метрополитена — Савиновской в широтном направлении и Приволжской в меридиональном. По северной границе района идёт Северный внутригородской железнодорожный ход, на котором в районе действуют две остановочные платформы электропоездов.
По генеральному плану развития Казани в южной части района на намывных и прилегающих территориях правого берега реки Казанка предусмотрено сооружение нового делового центра Миллениум-Зилант-Сити, а также жилья на 167 тыс. человек с большим числом объектов социальной инфраструктуры: больниц, школ, поликлиник, крытым ледовым катком, плавательным бассейном. В предкризисные годы (2007—2009) начался намыв песка, который приостановлен в связи с кризисом и концентрацией ресурсов на строительстве объектов Универсиады-2013.

## Население
| 2002     | 2003     | 2004     | 2005     | 2006     | 2007     | 2009     |
| -------- | -------- | -------- | -------- | -------- | -------- | -------- |
| 196 783  | ↘196 200 | ↗199 300 | ↗204 347 | ↗204 592 | ↘204 229 | ↗205 394 |
| 2010     | 2012     | 2013     | 2014     | 2015     | 2016     | 2017     |
| ↘202 997 | ↗205 098 | ↗207 662 | ↗210 213 | ↗211 913 | ↗213 399 | ↗215 498 |
| 2018     | 2019     | 2020     | 2021     | 2023     |          |          |
| ↗217 992 | ↗219 559 | ↗221 541 | ↗222 926 | ↗224 904 |          |          |